# Parma Corona
La Parma Corona è una struttura geologica della superficie di Venere.